# Codex Basilensis
Il Codex Basilensis (Gregory-Aland no. Ee o 07) è un manoscritto membranaceo in greco onciale (cioè maiuscolo), datato all'VIII secolo. Originariamente conteneva i quattro vangeli.
Comprende attualmente un totale di 318 fogli, ed è scritto a piena pagina. Le pagine misurano 23 x 16,5 cm. Ciò che rimane è costituito da frammenti del Vangelo secondo Luca (1,69-2:4; 3,4-15; 12,58-13,12; 15,8-20; 24,47-fine).
Il testo del codice è rappresentativo del tipo testuale bizantino. Kurt Aland lo ha collocato nella Categoria V.
Il manoscritto ha delle parti mancanti (lacune).

## Descrizione
Il testo è scritto in una colonna per pagina, con 23 e più linee per pagina. Il codice contiene 318 fogli di pergamena (di dimensioni 230 per 165 mm), consiste in un testo quasi completo dei quattro Vangeli. Il Vangelo secondo Luca contiene cinque piccole lacune (1,69-2,4; 3,4-15; 12,58-13,12; 15,8-20; 24,47-fine). Tre di queste lacune sono state completate posteriormente da uno scrivano, che ha utilizzato un testo in minuscole (1,69-2,4; 12,58-13,12; 15,8-20). Alcuni passaggi, oggetto di disputa sono marcati con asterischi (Matteo16,2-3), l'agonia di Cristo sul Getsemani (Luca 22,43-44; 23,34), la pericope dell'adultera (Giovanni 8,2-11).
Contiene le tavole della kephalaia (κεφαλαια) prima di ogni vangelo, il testo è diviso secondo la chefalaia, con numerali posti al margine sinistro. Il testo è anche diviso in sezioni più piccole note come "Sezioni Ammoniane" con referenza al Canone di Eusebio di Cesarea, e con l'armonia al piede delle pagine,
anche se le citazioni complete a tutti i testi in parallelo vengono fornite sul margine e le tavole non sono necessarie. Il manoscritto è scritto in modo accurato e corretto. Le lettere iniziali negli incipit delle sezioni iniziali stanno oltre il margine, come avviene con i codici Alexandrinus ed Ephraemi Rescriptus.
Il codice era cucito assieme al codice Minuscolo 2087 – che contiene porzioni del libro della Rivelazione scritte nel XII secolo. Tre fogli del codice sono palinsesti (folio 160, 207, 214).

## Testo
Contiene i quattro vangeli.

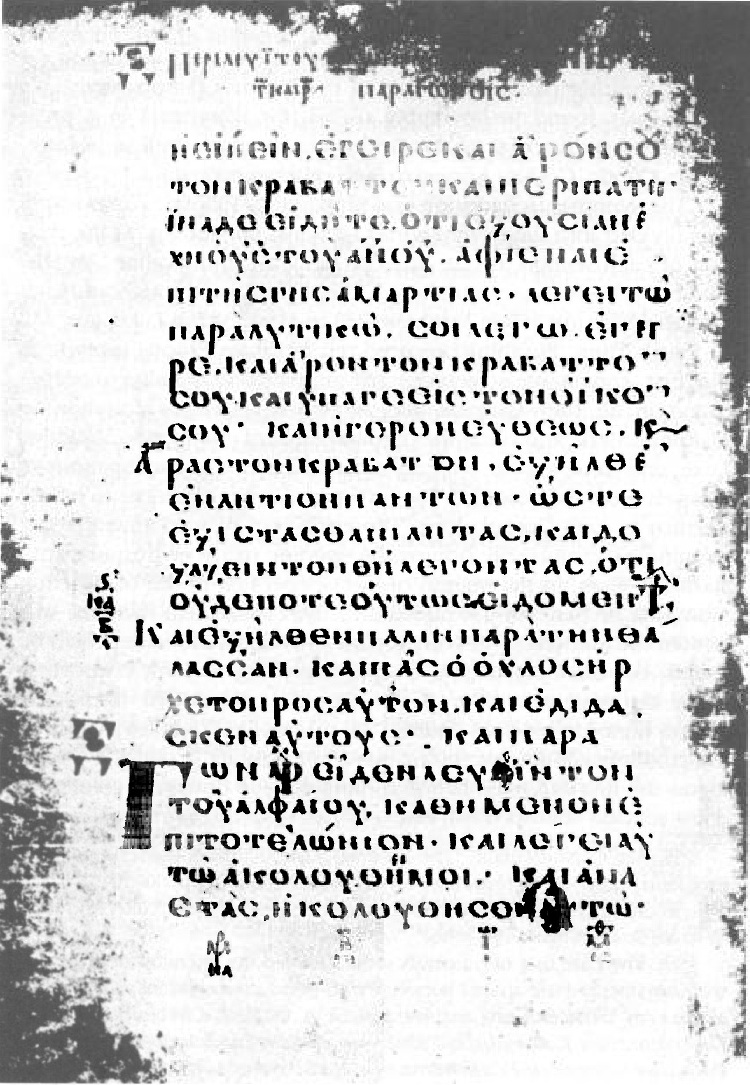
Marco 2,9-14

Il testo greco di questo codice è una rappresentazione del tipo testuale bizantino in stretta relazione al Codex Nanianus, e al Codex Athous Dionysius. Appartiene alla famiglia testuale E. Lo studioso Kurt Aland lo classifica nella V categoria. Viene considerato uno dei più importanti reperti del tipo testuale bizantino.
Vangelo di Marco 5,9
απεκριθη λεγων — Codex Basilensis 565 700 1010
απεκριθη — D
λεγει αυτω — resto del manoscritto.
Vangelo di Giovanni 8,9
οι δε ακουσαντες και υπο της συνειδησεως ελεγχομενοι εξερχοντο εις καθ εις – assieme ai codici G H K 1079 1365
Nel Vangelo di Matteo 8,1-13 esiste un'interpolazione – contrassegnata da un asterisco – και υποστρεψας ο εκατονταρχος εις τον οικον αυτου εν αυτη τη ωρα ευρεν τον παιδα υγιαινοντα (e quando il centurione ritornò alla casa in quell'ora, trovò che lo schiavo stava bene). Codex Sinaiticus, Codex Ephraemi Rescriptus, Codex Campianus, (Petropolitanus Purpureus), Codex Nanianus, Codex Koridethi, (0250), f1, (33, 1241), g1, syrh.

## Storia
Viene accettata comunemente l'opinione di Guglielmo Cavallo, che sosteneva che il manoscritto fosse stato scritto nella prima metà dell'VIII secolo. Secondo Cataldi Palau venne scritto successivamente, nel IX secolo, questo in base alla regolarità degli accenti, e al fatto che l'abbondante decorazione a colori non è una caratteristica dei manoscritti dell'ottavo secolo. Secondo la Palau venne copiato da uno scriba non di lingua greca, probabilmente latino, nel IX secolo, in una località italiana.
Si pensava che il codice fosse giunto nella città di Basilea durante il periodo del Concilio di Firenze nel 1431 come dono inviato dal Cesare bizantino Costantino XI. Ai tempi di quel concilio giunsero in Europa da Bisanzio molti altri manoscritti: il Codex Basiliensis A.N.IV.2, il 10, e probabilmente il Codice Vaticano 1209. Venne presentato al monastero dell'Ordine dei frati predicatori dal cardinale Ragusio (1380–1443), che probabilmente lo portò da Costantinopoli.
Il codice poteva essere consultato da Erasmo da Rotterdam, che potrebbe averlo utilizzato per il suo Nuovo Testamento, ma non esiste alcuna dichiarazione o testimonianza in proposito. Probabilmente la confraternita del monastero dove era custodito, non era a conoscenza della sua esistenza. Venne trasferito alla libreria aperta al pubblico nel 1559. I fogli del manoscritto sono stati fascicolati da Johann Jakob Wettstein. Il manoscritto viene citato in edizioni stampate del Nuovo Testamento greco sin dal XVIII secolo.

### Collocazione
Attualmente si trova nella Biblioteca dell'Università di Basilea (Collocazione libraria A.N. III 12), in Svizzera. In precedenza era stato classificato col numero di scaffale B-VI.21, in seguito K-IV.35.